# 2429 Schürer
2429 Schürer este un asteroid din centura principală, descoperit pe 12 octombrie 1977, de Paul Wild.